# Hazas (Liendo)
Hazas es la capital del municipio español de Liendo, en Cantabria. Está situada en el centro del pueblo, y dista 57 km de Santander. En el año 2008, la localidad contaba con una población de 256 habitantes (INE) lo que la convierte en el núcleo más poblado del municipio. Tiene una altitud de 30 m sobre el nivel del mar. 
En este barrio se encuentran los edificios públicos más relevantes: El Ayuntamiento, el colegio público de educación primaria Peregrino Avendaño, la biblioteca municipal Casimiro del Collado, el consultorio médico rural y la conocida Plaza de Navedo donde se celebran las principales fiestas del valle. En este barrio se encuentra la iglesia de Nuestra Señora de la Asunción, construida a principios del siglo XVII, y declarada Bien de Interés Cultural en el año 2002.

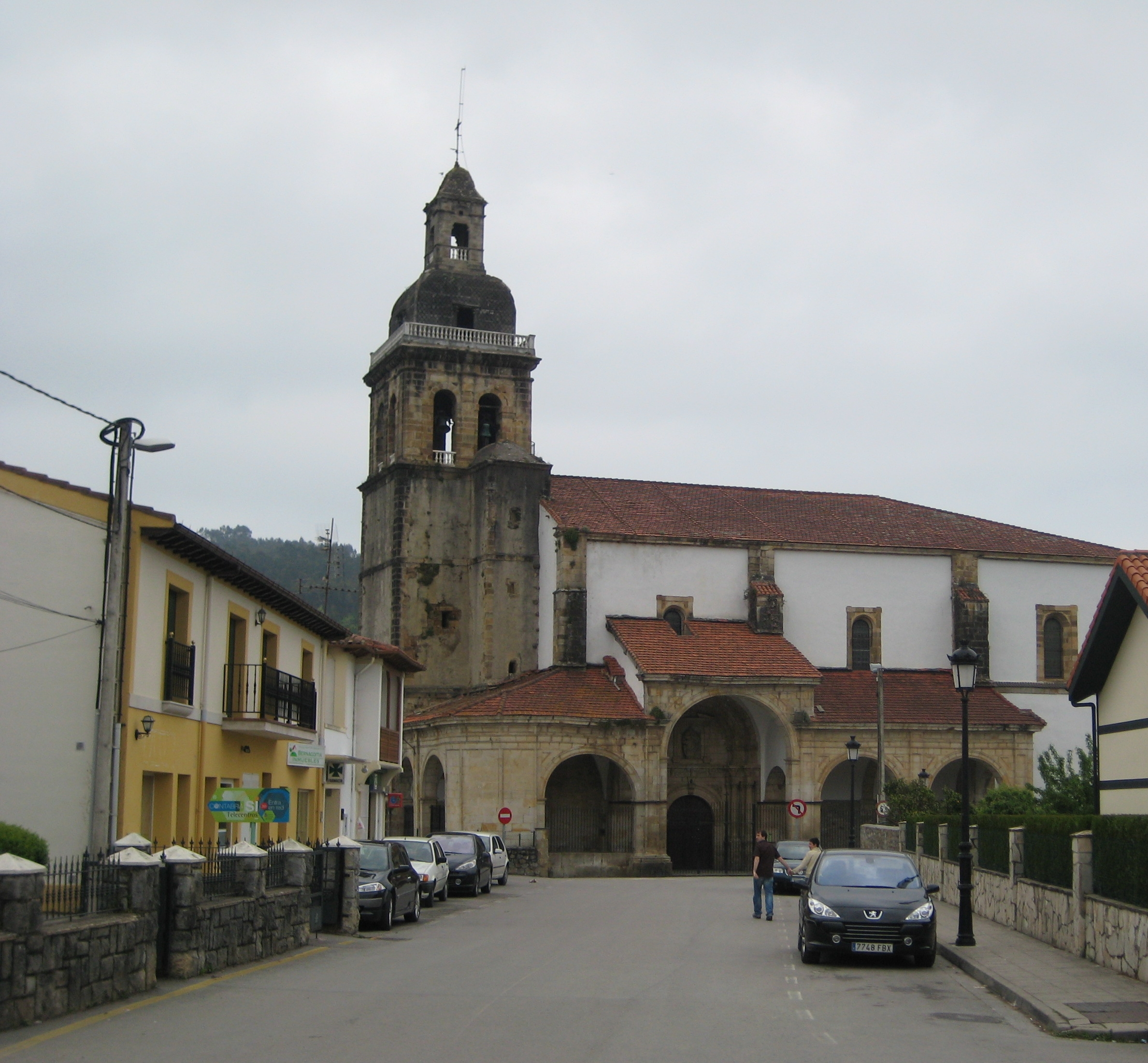
Iglesia de Nuestra Señora de la Asunción
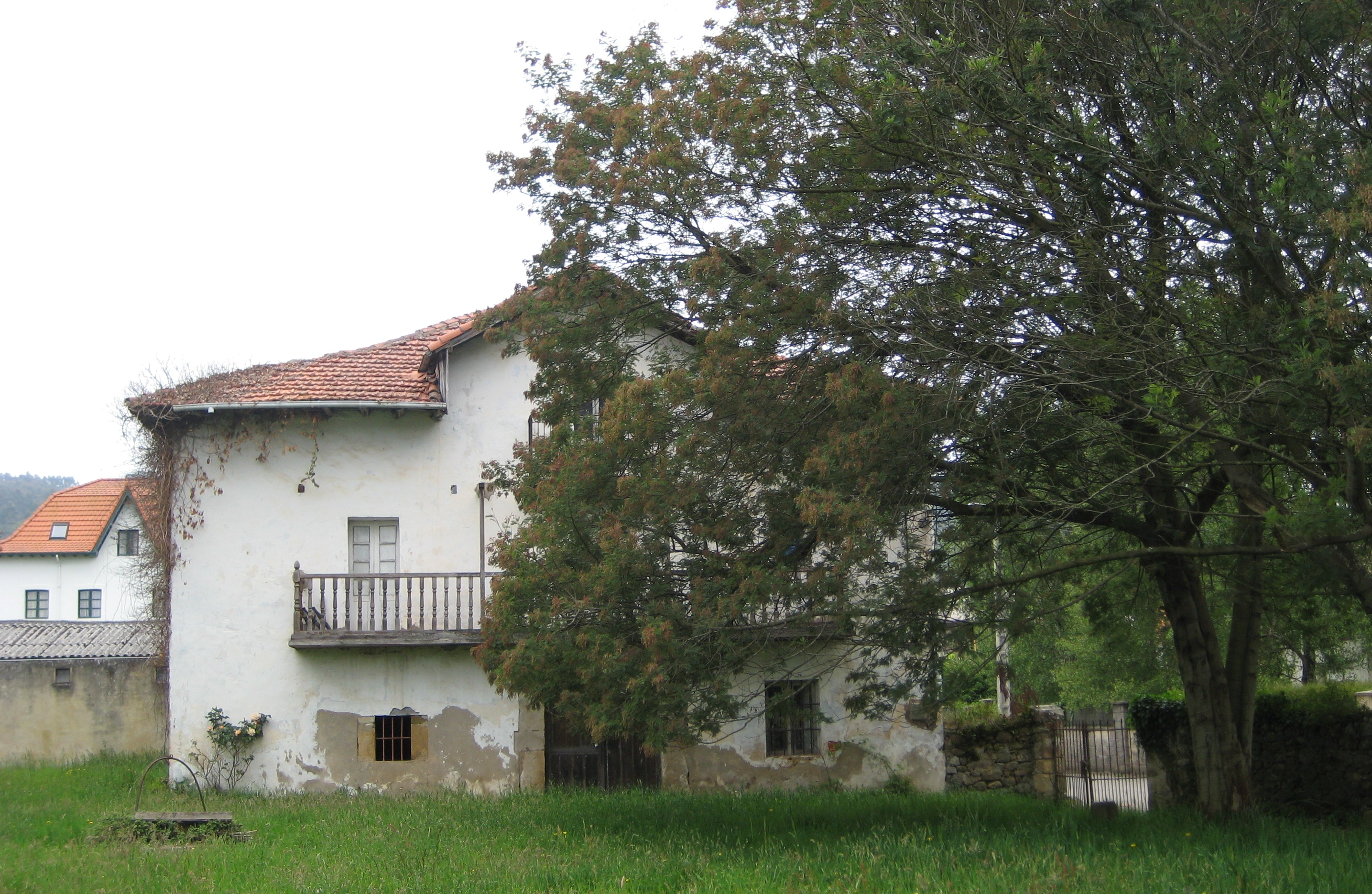
Casa y finca

## Personas notables
- Juan López Campillo, destacado guerrillero de la Guerra de la Independencia Española